# Édeskömény
Az édeskömény (Foeniculum vulgare) a zellerfélék (Apiaceae, régebben Umbelliferae) népes családjából a Foeniculum növénynemzetség legelterjedtebb és legismertebb tagja.
Egyéb elnevezései gumós kömény, firenzei kömény, ánizskapor, vezérkapor (Balaton déli partján), fennel, ismert olasz neve finocchio.
A növény fűszer- és gyógynövény is. A fontosabb termesztett változatok:
- közönséges édeskömény (F. vulgare var. vulgare)[3],
- fűszer (édes) édeskömény[3] vagy római édeskömény[4] (F. vulgare var. dulce) és
- az olasz édeskömény[4] vagy gumós édeskömény[3] (F. vulgare var. azoricum).

Különböző változatai nem tévesztendők össze sem a fűszerköménnyel (Carum carvi), sem az összeállításunkban a különösen megtévesztő rómaikömény néven tárgyalt (de gyakran római köménynek írt) és főképp a keleti konyhákban általános Cuminum cyminum (borsoskömény, egyiptomikömény stb.) fűszernövénnyel. A két, nem a kömény (Carum) nemzetségbe sorolt faj és különösen terméseik ízei egymástól és a fűszerköményétől is karakteresen eltérnek; összekeverésük alapvető konyhai kudarcok alapja.

## Elterjedése, termőhelye
A Mediterráneumból származik, és már az ókorban ismerték és használták. Európa egyéb részein a középkor vége óta termesztik.
Magyarországon a 2020-as évek eleje óta ez (a csemegekukorica — 31,9 ezer hektár — és a zöldborsó — 18,4 ezer hektár — után) a harmadik legnagyobb területen termesztett szabadtéri zöldségnövény: termőterülete a kilencvenes és a kétezres években megszokott három-négy ezer hektárról 2023-ban elérte a 7,5 ezer hektárt (75 km²). A termőterület  hirtelen megugrásának oka, hogy a magyar gazdák felismerték, hogy termesztéséért többféle uniós támogatás is igényelhető:
- területalapú támogatás;
- telepítési támogatás;
- termesztéshez kötött támogatás;
- biotermesztésre átállásért adott támogatás és
- az Agrár Ökológiai Programban résztvevőknek (ez esetben méhlegelőkért) adott támogatás is.[6]

## Megjelenése, felépítése

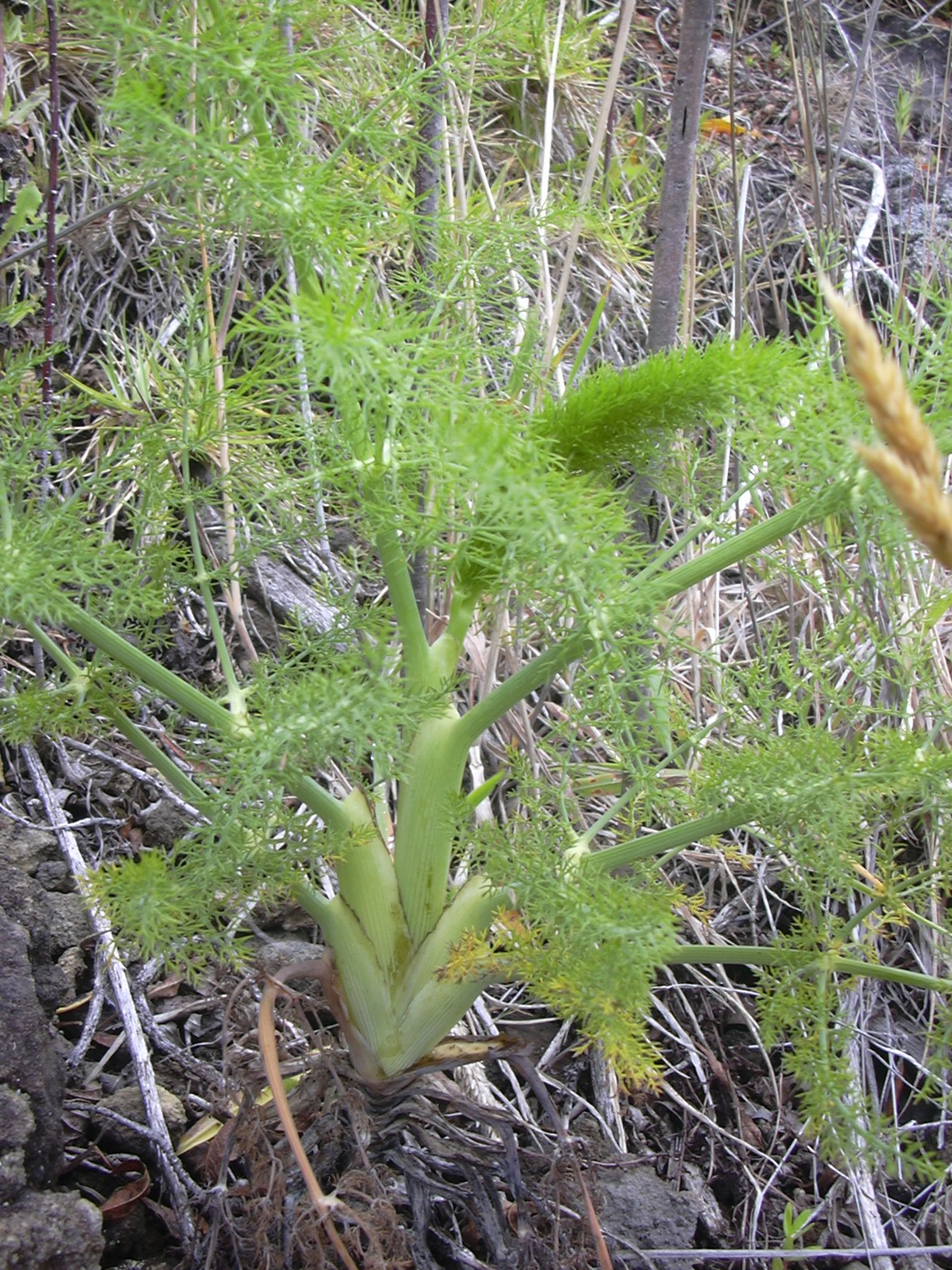
Az aljnövényzetben álló édeskömény Maui szigetén (Hawaii-szigetek)

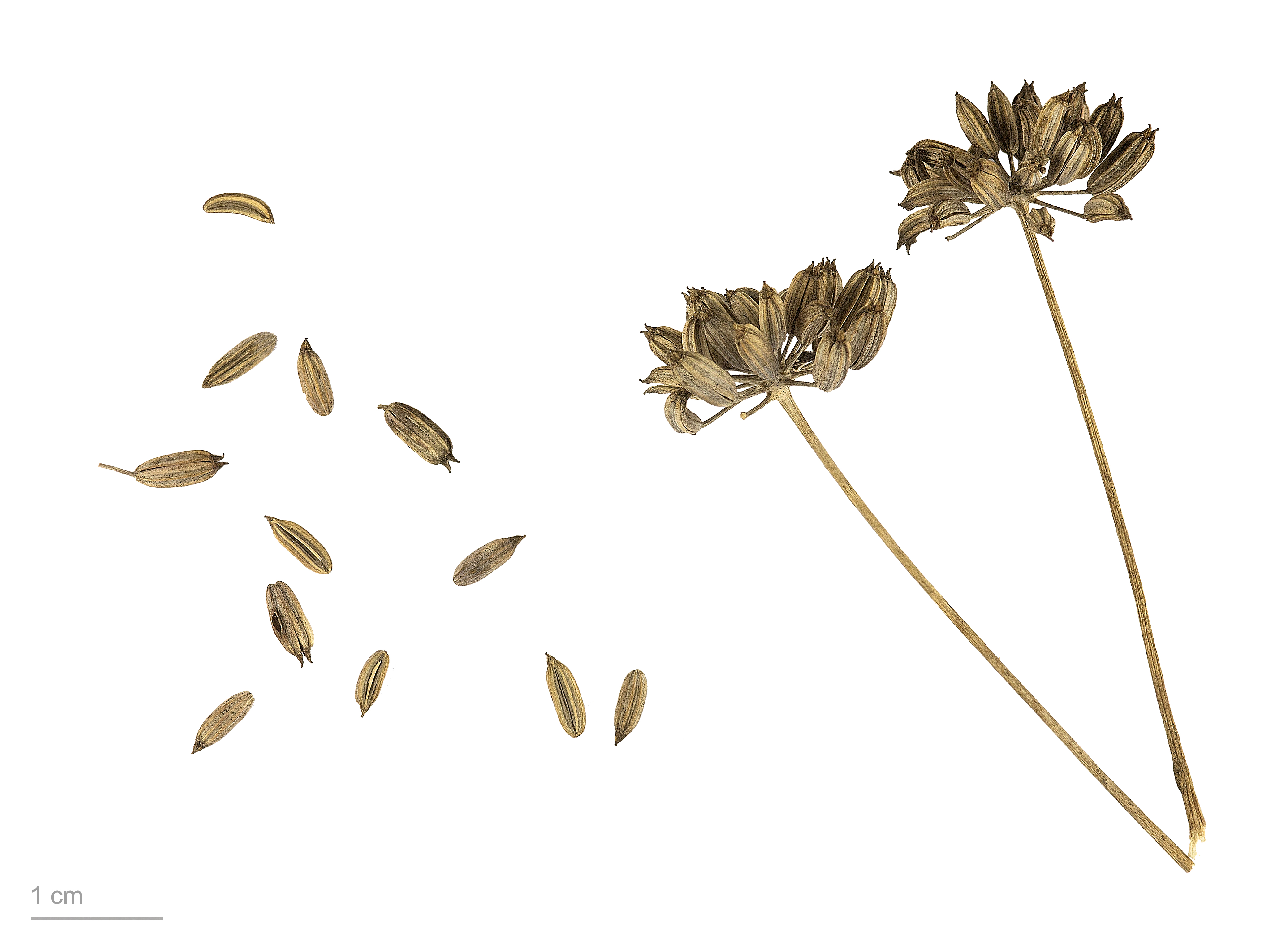
Foeniculum vulgare

Megjelenése nagyon hasonlít a kaporéhoz. 30–40 centiméter hosszú, orsó alakú főgyökere kívül piszkosfehér, belül hófehér. Erősen elágazó, hengeres, finoman barázdált, kopasz, deresen kékeszöld színű szára 1–2 méter magasra nő meg. Többszörösen szárnyasan összetett levelei szórt állásúak. A levélnyél alapi része hólyagosan felfújt, kissé elálló hüvely, a felső végén a két rövid, csuklyaszerű hegy fülecskéhez hasonlít. A finoman szeldelt, ép szélű, kopasz és  szétálló levélsallangok fonalasak. A 20–25 centiméter hosszú alsó levelek felépítése bonyolult; a száron felfelé haladva mérete csökken, egyre kevésbé tagoltak.
A lapos, kétszeresen összetett ernyősvirágzata legfeljebb 15 cm széles, mindig a szárak végén nő; alatta gallér- vagy gallérkalevél nem fejlődik. Az öt zöld csészelevél jelentéktelen, keskeny szegéllyé redukálódott. Az öt apró, sárga sziromlevél szabadon áll, az ugyancsak öt porzó a sziromlevélszint fölé emelkedik. Termése nagyon hasonlít a kaporéhoz, de nagyobb annál. 
A hengeres, nem szárnyalt termés a két termőlevél összeforradásából keletkezett, alsó állású magházból fejlődik ki. Az 5–8 mm hosszú, zöldesbarna vagy zöldessárga, ánizsos, erős ízű, a nagyobb fűszerköményénél és a  rómaiköményénél is nagyobb magok két vége elkeskenyedik. A termés könnyen kettéválasztható két, laposan domború résztermésre: ezek öt-öt bordája közül a hasi oldalon levő kettő erősen kiáll. A többrétegű termésfal összenőtt a maghéjjal. A mag belső tápláló szövetében (endospermium) a csíra zsíros olajokból és aleuronszerekből táplálkozik. A közönséges édeskömény termése csípős és kissé édeskés ízű, fűszernek ez a legjobb. A római édeskömény termése a legédesebb; ez egyáltalán nem csípős.

## Életmódja, termőhelye
Évelő, ritkán kétéves.

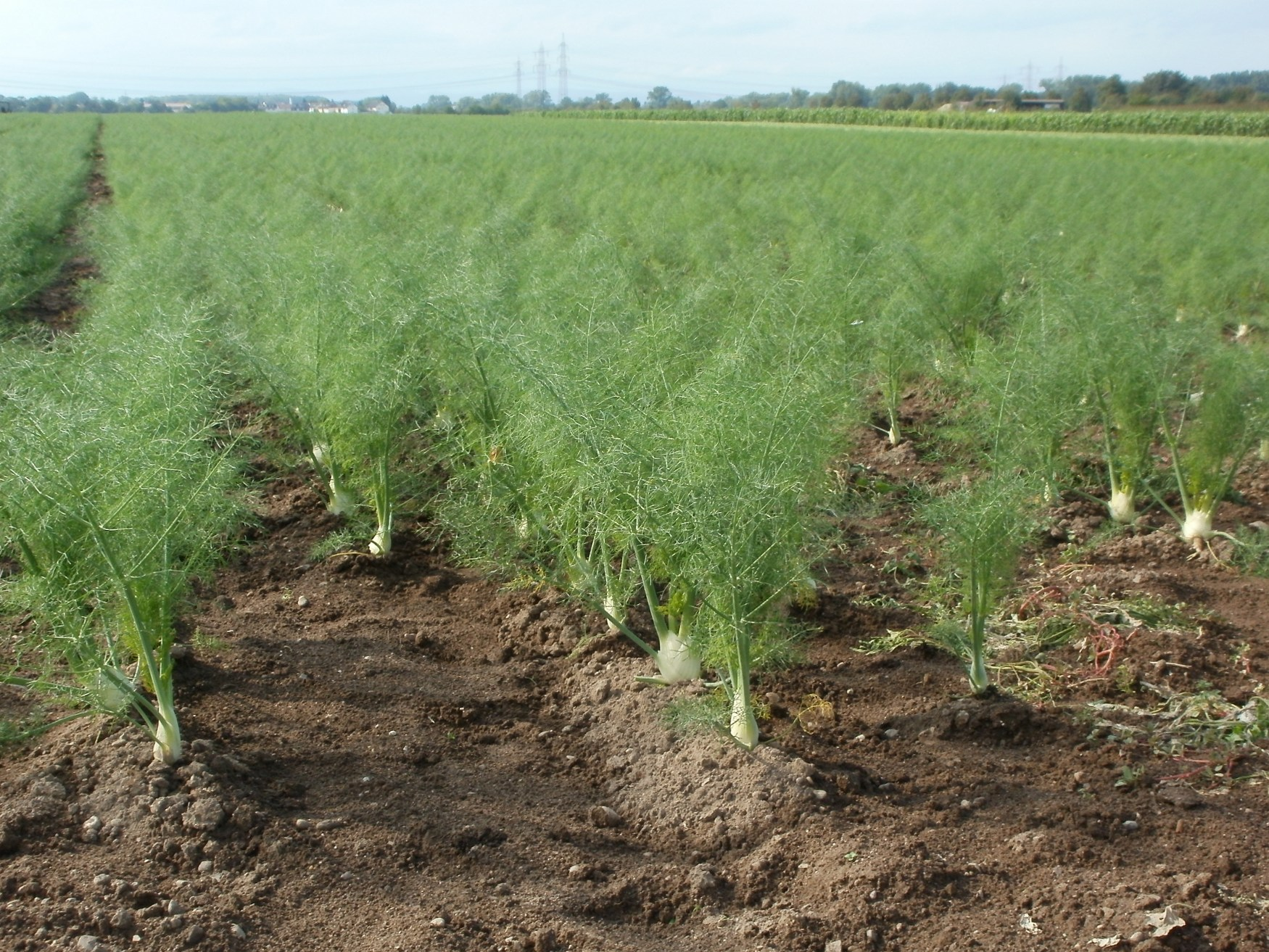
Édeskömény-ültetvény a németországi Neulußheimben

A közönséges édeskömény legfontosabb alfaja a F. vulgare ssp. capillaceum, az ún. „hajszerű édeskömény”. A termesztés szempontjából fontosabb változatok: 
- F. vulgare var. vulgare – közönséges édeskömény,
- F. vulgare var. dulce – római édeskömény vagy fűszer édeskömény és a
- F. vulgare var. azoricum – olasz édeskömény vagy gumós édeskömény – ezt szinte kizárólag a szárgumójáért ültetik, mert termése többnyire kellemetlen ízű.

Különösen sok édeskömény termett Madeira szigetén, amikor azt a portugálok az 1420-as években birtokba vették. Tengerész Henrik expedíciójának vezetője, João Gonçalves Zarco erről a növényről nevezte el azt az öblöt, ahol a sziget későbbi fővárosát megalapították, mert az édeskömény főzetével kúrálta krónikus szembaját.
Napjainkban a világ valamennyi mérsékelt, illetve meleg éghajlatú vidékén termesztik – a legtöbbet Franciaországban és Bulgáriában, Magyarországon mintegy 1500 hektáron, elsősorban a közönséges édesköményt.
Melegigényes növény, és az elmúlt évezredekben elég jól alkalmazkodott a kontinentális éghajlathoz is. Magjai 6-7 °C-on kezdenek csírázni, de 18-20 °C az optimális. Virágzás és terméskötés idején 25 °C körüli hőmérsékletet igényel. Közepesen fagyérzékeny: a −8-10 °C-os hideget a közönséges édeskömény tövei még hó nélkül is jól átvészelik, az ennél hidegebbet csak hótakaró alatt. A római édeskömény kevésbé fagytűrő.
Fényigényes, mert gyenge fényben, árnyékban virágzata alig fejlődik; megeshet, hogy a virágok magkötés nélkül hervadnak el. Félárnyékban, illetve szórt fényben mindenképp kevesebb magot hoz, mint a napon. Főzeléknek való változata az olasz édeskömény, valamivel kevesebb fénnyel is beéri.
Vízigénye erősen változó: a csírázástól a virágzás kezdetéig, tehát az intenzív növekedési szakaszban sok vizet igényel – virágzáskor viszont a sok csapadék rontja a maghozamot, és később sincs szüksége sok vízre. Különösen az első évben érdemes öntözni, utána mélyre hatoló gyökérzete már ellátja vízzel.
A legeredményesebben középkötött talajon termeszthető, de szinte bármin megél. A kötöttebb talajokat jobban szereti, mint a lazákat, de csak akkor, ha jó a vízgazdálkodásuk. Pangó vizes, nyirkos, hideg talajokon kipusztul.
Bár zöldtömeget fejleszt, ehhez csak közepes mennyiségű tápanyagra van szüksége. A frissen trágyázott területeken gyökerei elrothadhatnak. A túl sok nitrogén gátolja a magkötődést és csökkenti a télállóságot, viszont kiemelkedően sok foszforra van szüksége.
Jellemző kártevője a köménymoly (Depressaria daucella).

## Hatóanyagai
A termésekben a 2–5% illóolajon kívül 12-18% zsírosolaj, 18-20% fehérje van. Az illóolaj fő komponense az édes transzanetol (50–70%) és a kesernyés, kámforos ízű alfa-fenkon (< 50%). Tartalmaz szafrolt és van benne egy kevés metilkavikol is. A római édesköményben 10–30%-kal több az anetol, mint a közönséges édesköményben. Illatát az ánizsaldehid adja, ami miatt igen hasonlít az ánizséhoz.
Egyes indiai fajták illóolaj-összetétele jellegzetes, mert nem tartalmaznak anetolt. Nemcsak a termésben van illóolaj, hanem az egész növényben: a gyökérben 0,6%, a szárban és a levélben 1–1,5%.

## Felhasználása

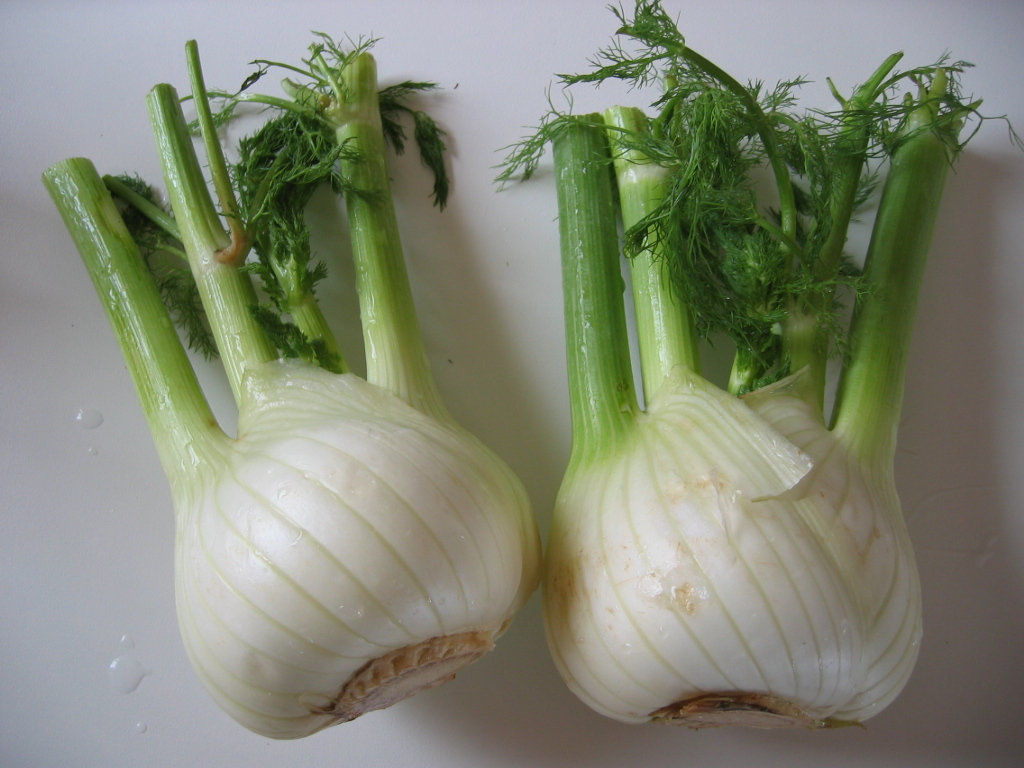
Édesköménygumók

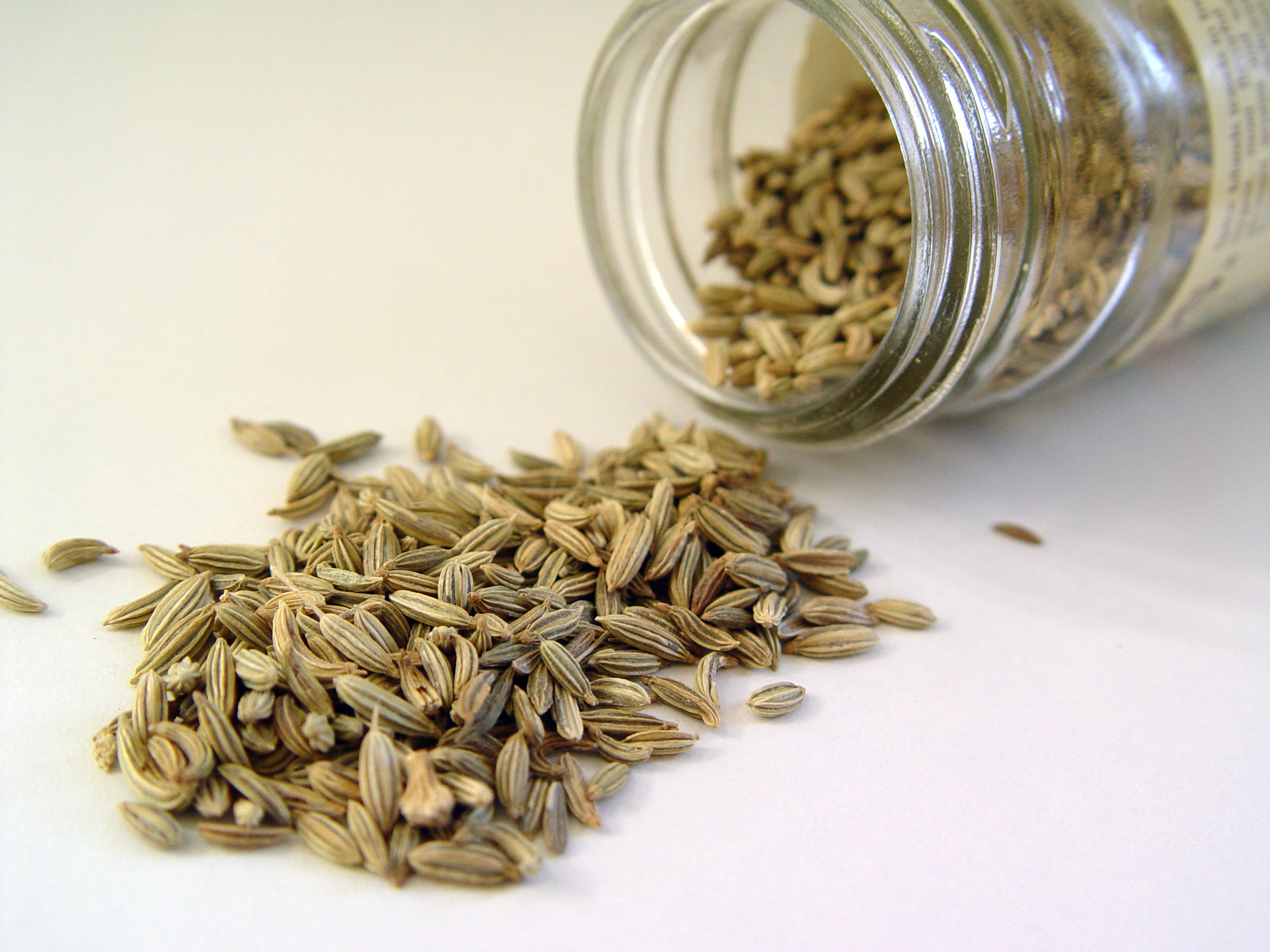
Édesköménymagok

Tárolni csak egészben szabad, mert még így is gyorsan csökken az illóolaj-tartalma. A Magyarországon termett édeskömény túlnyomó részét nem a zöldségespultra szánják, ezért a boltokban többnyire külföldi, főleg olasz termény kapható.

### Étkezés
Tápértéke csekély, de sok ásványi anyagot és vitamint tartalmaz. Az olasz édeskömény (Foeniculum vulgare var. azoricum) édeskés, kissé ánizsos ízű gumóját főleg a mediterrán országokban lereszelve a (káposzta)salátához adják vagy főzve eszik.
A római édeskömény termésének íze és illata az ánizsmagéhoz hasonlít. A fehér üröm és az ánizs mellett az abszint fő ízesítő anyaga.

### Gyógyászat
A VIII. Magyar Gyógyszerkönyvben szereplő drogjai:
- édesköménytermés (Foeniculi dulcis fructus),
- keserű édeskömény termés (Foeniculi amari fructus),
- keserű édeskömény termésolaj (Foeniculi amari fructus aetheroleum)
- keserű édeskömény virágos hajtás illóolaj (Foeniculi amari herbae aetheroleum).

A magjában található illóolaj jó hatással van a bélrendszerre, segíti az emésztést, étvágyjavító, szélhajtó, görcsoldó, tejszaporító hatású. Egyik legjobb erjedés- és puffadásgátló gyógynövényünk. Gyakran adják együtt hashajtó drogokkal, hogy kivédje vagy enyhítse a hashajtó által okozott görcsöket. Kezeli a puffadást, ezért a hasfájós babáknak szánt teák egyik kedvelt alapanyaga. A gyógynövényváltozatok (var. vulgare, var. dulce) magját tehát teákba vagy gyógykészítményekbe teszik, de a desztillált illóolajat is használják például az aromaterápiában. A Magyarországon termő édeskömény nagy része ebbe a két kategóriába tartozik.
Felhasználható még késő, rendszertelen menstruáció kezelésére is. Aktiválja a női hormonokat, és ezzel enyhítheti a klimax tüneteit. Jobb hatást érhetünk el, ha az édesköményt cickafarkkal és komlóval kombináljuk. A késő menstruációnál 10 nappal annak ideje előtt kezdjük inni az édeskömény teáját, és utána rendszeresen, mindennap fogyasszuk.

### Bioátállás
Az EU Farm to Fork stratégiájában azt a célt tűzte ki, hogy 2030-ra a termőföld 25 százaléka bioművelésű legyen. Ahhoz, hogy egy terület megkapja a biominősítést, pár évig állnia kell anélkül, hogy bármilyen vegyszer érné. A termelő ezalatt jobban jár, ha nem hagyja, hogy a földet fölverje a gaz, hanem beveti valamivel azt a valamivel — a legalkalmasabb a bodza, a homoktövis és az édeskömény, amelyeket addig is be lehet takarítani valamit, amíg a föld nem kapja meg a biominősítést. Közülük az édesköményt sokkal könnyebb telepíteni, kezelni, betakarítani vagy lecserélni, mint a másik kettőt. Maya András édeskömény-termesztő és integrátor szerint Magyarországon az édesköménnyel bevetett földek mintegy 70 százaléka ilyen bioátállási terület. A Gyógynövény Terméktanács szerint két-háromezer hektáron termelik piacra, és főleg tea- vagy illóolaj-alapanyagnak adják el, főként exportra.

### Méhlegelő
Az édesköménnyel bevetett terület vadbúvóhelynek és méhlegelőnek is tökéletes. Utóbbi funkciója azért fontos, mert akkor virágzik, amikor más szántóföldi növények nem, így ilyenkor szinte egyedül ad táplálékot a méheknek.